# Alypophanes purpurata
Alypophanes purpurata là một loài bướm đêm trong họ Noctuidae.